# De oorganiserades förening upa
De oorganiserades förening upa var en ekonomisk förening som bildades i Stockholm i april 1910. Den var att betrakta som en strejkbrytarorganisation.
Antalet organiserade oorganiserade var vid starten endast 17. I den första styrelsen ingick en ingenjör, en livförsäkringsinspektör, en förman och en grundläggare och en byggnadsentreprenör. 
Föreningens syfte var att förmedla arbeten åt medlemmarna och befrämja deras ekonomiska intressen. Medlemmarna fick inte tillhöra någon arbetarorganisation. Styrelsens säte var i Stockholm och föreningen tycks ha verkat endast där. 
Föreningens arbetsförmedling sköttes av Arbetsbyrån för oorganiserade. Sommaren 1910 fick man tillstånd av överståthållarämbetet att förmedla arbeten åt sina medlemmar. Byrån var ingen medlemsorganisation vilket föreningen var. Först hade man byrån vid Karduansmakargatan, sedan på Apelbergsgatan. 1912 fick dess föreståndare byggnadsentreprenören Anders Edvin Herou inte förnyat tillstånd av överståthållarämbetet. Trots det fortsatte verksamheten, och Herou kom att åtalas tre gånger för olovlig kommissionärsverksamhet. 
Den antisocialistiska linjen var inte så starkt markerad, men framkommer ändå tydligt. Man arbetade för ett gott förhållande mellan arbetarna och arbetsgivarna. Herous inställning till strejk och blockad var mycket negativ. Oftast förmedlade byrån strejkbrytare till pågående arbetskonflikter runtom i Sverige, men mest i Stockholm. 
Föreningen ägnade sig inte åt strejkbryteri, som enskild organisation betraktad. Men byrå och förening var så intimt sammanflätade, att det finns fog för att betrakta dem som en enhet i vilken de skötte olika sysslor. Enheten dominerades av byråns verksamhet, och bör betraktas som en strejkbrytarorganisation.